# Lake Dolgoe
Der Lake Dolgoe (englisch; russisch Озеро Долгое Osero Dolgoje, deutsch ‚Langer See‘) ist ein schmaler, 7,5 km langer und im Mittel 200 m breiter See an der Knox-Küste des ostantarktischen Wilkeslands. Er liegt 3 km südlich der Edgeworth David Base in den Bunger Hills. Sein Südufer ist steilwandig, an seinem West- und Nordufer ragen Kliffs auf.
Wissenschaftler einer sowjetischen Antarktisexpedition kartierten und benannten ihn 1956. Das Antarctic Names Committee of Australia übertrug diese Benennung 1992 in einer Teilübersetzung ins Englische.